# 王莘 (正德進士)
王莘（1476年—1545年），字元聘，号前山，又號改斋，直隶常州府江阴（今属江苏）人，明朝政治人物，同進士出身。

## 生平
弘治十七年（1504年）甲子科應天府鄉試第五十三名舉人。正德十二年（1517年）中式丁丑科會試第一百三十三名，登第三甲第一百三十三名進士。刑部观政，授官赣榆县知县，调东莞县知县，三年秩满，升南京工部虞衡司主事，以父喪丁忧。服阕，改兵部武库司员外郎，进本司郎中，出为浙江衢州府知府，以考察降磁州同知，升真定府同知、云南尋甸府知府，踰年擢升四川按察司副使，整饬松潘兵备。

## 家族
曾祖王賢；祖父王倫；父王格，曾任南京工部司務。母徐氏，贈宜人。严侍下。弟王芮（引禮舍人）、王艺。